# فيسنتي إسكوبيدو
فيسنتي إسكوبيدو (بالإنجليزية: Vicente Escobedo)‏ مواليد 6 نوفمبر 1981 في كاليفورنيا، الولايات المتحدة، هو ملاكم محترف أمريكي يصنف ضمن فئة الوزن الخفيف بدأ مسيرته الاحترافية سنة 2005 حيث انتصر في نزاله الأول. شارك في دورة الألعاب الأولمبية الصيفية سنة 2004.

## إحصائيات
خاض خلال مسيرته 32 نزالا، فاز في 26 ولم يتعادل وخسر في 6. فاز بالضربة القاضية في 14 نزالا.

## روابط خارجية
- فيسنتي إسكوبيدو على موقع بوكس ريك (الإنجليزية) (registration required)
- فيسنتي إسكوبيدو على موقع أوليمبيديا (الإنجليزية)